# Wallfahrtskapelle Sinnesbrunn

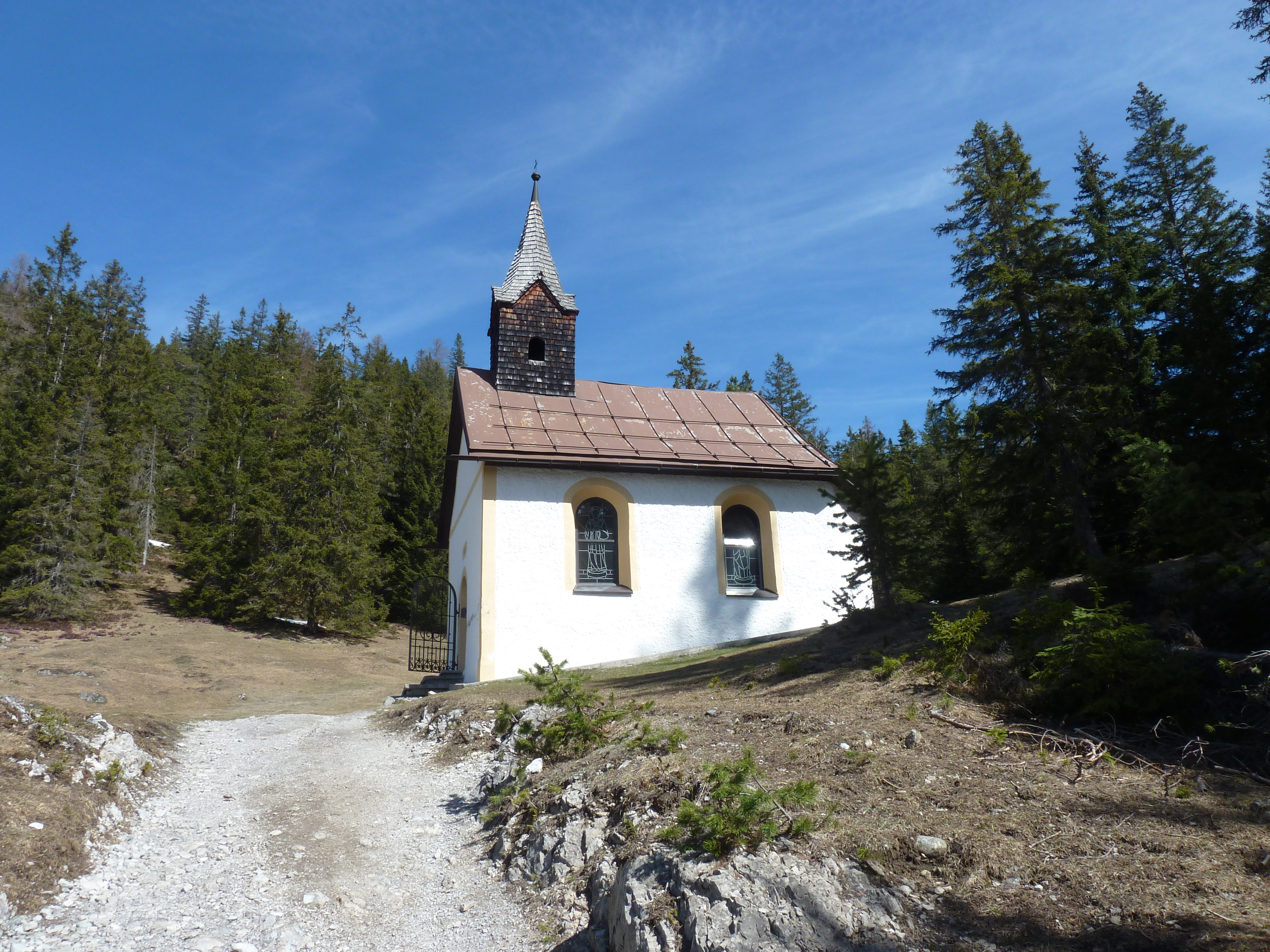
Südseite der Kapelle

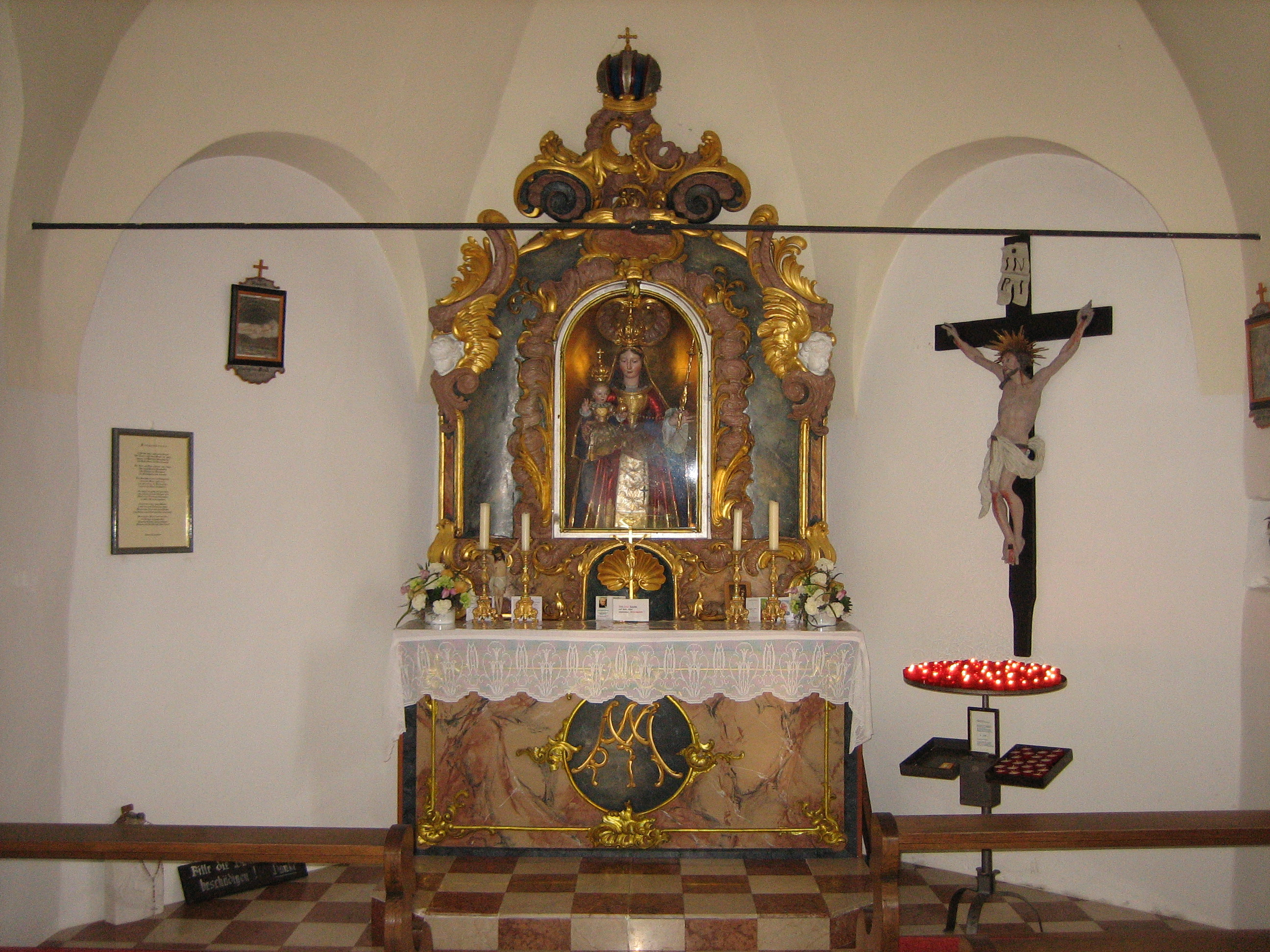
Innenansicht von Sinnesbrunn

Die römisch-katholische Wallfahrtskapelle Sinnesbrunn Unsere Liebe Frau steht auf 1520 Meter Seehöhe in Sinnesbrunn inmitten von Almweiden südöstlich unterhalb des Sinnesjochs (2273 m) auf dem Gemeindegebiet von Tarrenz. Die Kapelle steht unter Denkmalschutz (Listeneintrag).

## Lagebeschreibung
Die Kapelle ist 4,5 Kilometer in nordöstlicher Richtung vom Weiler Obtarrenz entfernt. Sie liegt umgeben vom lichten Wäldern inmitten einer Almwiese auf der nördlichen Talseite des Gurgltals. Einige Meter von der Kapelle entfernt entspringt eine Quelle.

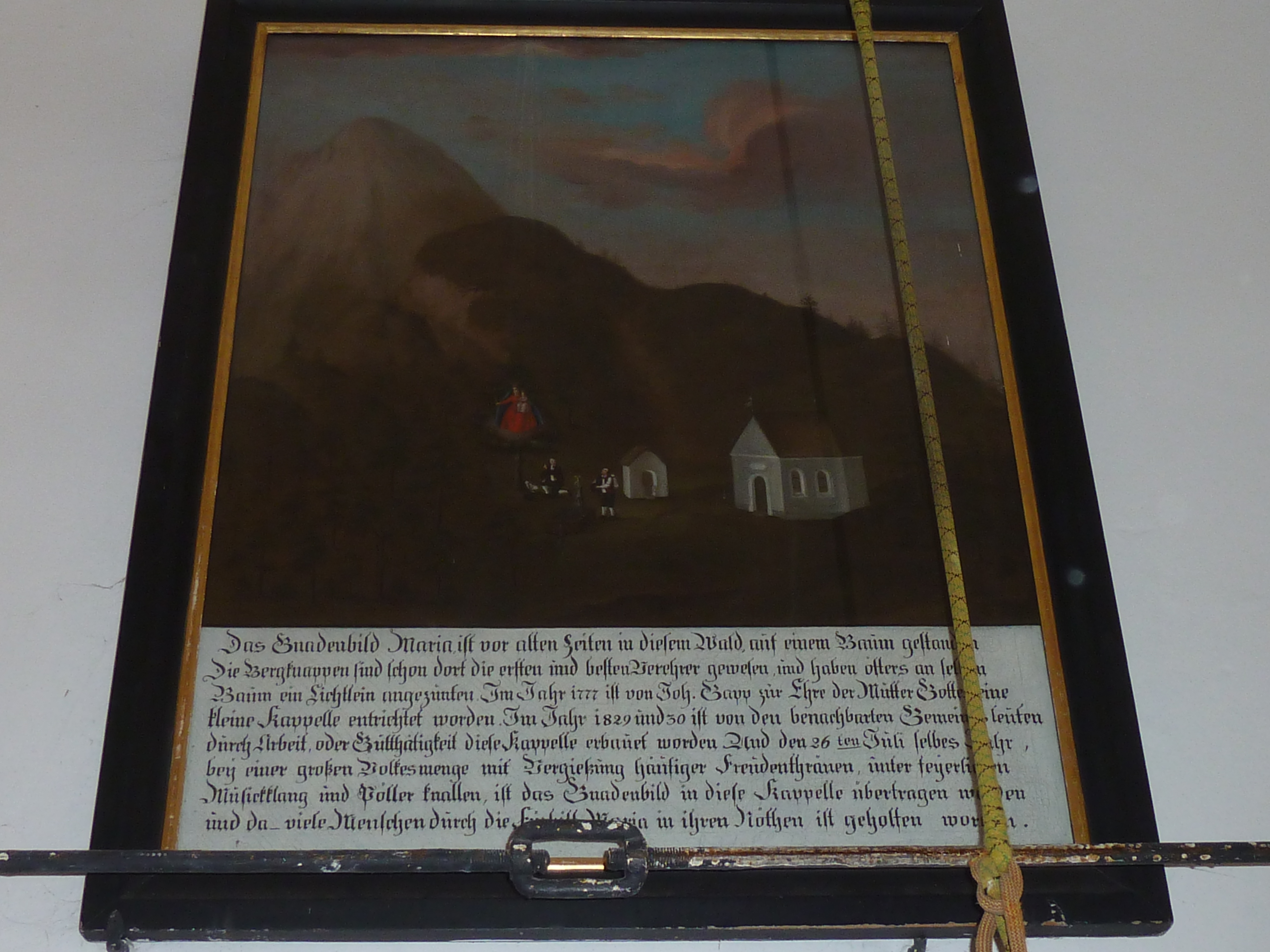
Inschrift mit der Ursprungsgeschichte der Wallfahrtskapelle

## Geschichte
Über der Eingangstüre im Innenraum der Kapelle gibt eine Inschrift Auskunft über die Entstehung der Kapelle. Das Gnadenbild, welches heute im kleinen Gotteshaus verehrt wird, stand früher auf einem Baum. Bergknappen verehrten das Bildnis der Gottesmutter. Im Jahre 1777 errichtete Johann Gapp eine erste, kleine Kapelle. Der heutige Bau geht auf das Jahr 1829 zurück. Auf der Inschrift ist über dieses Ereignis zu lesen: „Am 26. Juli desselben Jahres [gemeint ist 1829] bei einer großen Volksmenge mit Vergießen häufiger Freudentränen unter feierlichem Musikklang und Böllerknallen ist das Gnadenbild in diese Kapelle übertragen worden.“

## Baubeschreibung
Der zweijochige Mauerbau mit dreiseitig schließendem Chor und hölzernem Dachreiter am Satteldach weist an der westlichen Giebelfassade ein Rundbogenportal und traufseitig je zwei rundbogig geschlossene Fensteröffnungen auf. Die Fassaden sind mit Putzgliederung an den Gebäudekanten und Maueröffnungen gestaltet. Der Innenraum ist mit einem Tonnengewölbe mit Stichkappen gedeckt. Am Altar steht das Gnadenbild der Madonna mit Kind aus dem 18. Jahrhundert in einem Glasschrein.

## Wallfahrt
Bis heute pilgern Menschen zur Wallfahrtskapelle Sinnesbrunn. In einer Publikation aus dem Jahr 2000 heißt es, dass jeweils am ersten Freitag der Monate Mai bis September sowie am Fest Mariä Himmelfahrt Nachtwallfahrten stattfinden. Es gibt mehrere Wallfahrtswege; sowohl von der Nepomukkapelle in Obtarrenz aus als auch von Berwang (über Rinnen, Mitteregg, das Rotlechtal und die hintere Tarrentonalm) führen Pfade nach Sinnesbrunn.